# L'Île des morts-vivants
Pour plus de détails, voir Fiche technique et Distribution.
L'Île des morts-vivants (L'isola dei morti viventi) est un film italien réalisé par Bruno Mattei, sorti en 2007.

## Synopsis
Après un accident en mer, l'équipage d'un navire de récupération tombe une île qui ne figure pas sur les cartes maritimes. En l'explorant à la recherche d'un trésor, ils se font attaquer par des zombies conquistadores.

## Fiche technique
- Titre : L'Île des morts-vivants
- Titre original : L'isola dei morti viventi
- Réalisation : Bruno Mattei, Bruno Mattei et Giovanni Paolucci
- Scénario : Antonio Tentori
- Production : Gianni Paolucci
- Musique : Inconnu
- Photographie : Luigi Ciccarese
- Montage : Elio Lamari et Bruno Mattei
- Direction artistique : Claudio Cosentino
- Pays d'origine : Italie
- Format : Couleurs - 1,77:1 - Stéréo - DV
- Genre : Aventure, horreur
- Durée : 91 minutes
- Date de sortie : 2007 (Italie)

## Distribution
- Yvette Yzon : Sharon
- Alvin Anson : Fred
- Gaetano Russo : Kirk
- Ydalia Suarez : Victoria
- Jim Gaines : Snoopy
- Miguel Franco : Tao
- Thomas Wallwort : Max
- Gary King Roberts : Mark

## Autour du film
- Le tournage s'est déroulé aux Philippines.
- Le personnage de Sharon, interprétée par Yvette Yzon, réapparaît dans le film Zombie : La Création (2008).